# Барон, Бенгт
Бенгт Барон (швед. Bengt Baron; 6 марта 1962, Финспонг) — шведский пловец, чемпион и бронзовый призёр Олимпийских игр.

## Карьера
На Олимпийских играх 1980 года выиграл золото в плавании на 100 метров на спине, опередив двух советских спортсменов — Виктора Кузнецова и Владимир Долгова. На дистанции 200 метров не смог выйти в финал.
На следующей Олимпиаде вместе с Томасом Лейдстрёмом, Пером Юханссоном и Микаелем Эрном стал бронзовым призёром в эстафете 4×100 метров вольным стилем. На дистанциях 100 метров на спине и баттерфляем, а также в комбинированной эстафете 4×100 метров в финалах занимал соответственно 6-е, 8-е и 5-е места.
В 1982 году на чемпионате мира выиграл две бронзовые медали.

## Личная жизнь
Был женат на шведской пловчихе Агнете Мортенссон, серебряном призёре Олимпиады 1980 года в эстафете 4×100 метров вольным стилем. Имеет двух дочерей.